# Pabera Manera
Pabera Manera is een bestuurslaag in het regentschap Oost-Soemba van de provincie Oost-Nusa Tenggara, Indonesië. Pabera Manera telt 843 inwoners (volkstelling 2010).